# Кула Койт
Кулата Койт (на английски: Coit Tower) е известна забележителност в квартал „Телеграф Хил“ на град Сан Франциско, щата Калифорния, САЩ. От кулата, висока 64 m, се открива панорамен изглед към града и залива. Сградата е построена през 1933 г. съгласно завещанието на Лили Хичкок Койт (1843 – 1929), която я посвещава на Сан Франциско – градът, който много е обичала. Самата Лили Койт е била богата и ексцентрична личност, дама от хайлайфа, очарована от работата на доброволците-пожарникари от Сан Франциско и тяхна покровителка.
Позната също като Мемориална кула Койт, железобетонната постройка е посветена на доброволците пожарникари, загинали в петте най-големи пожара в Сан Франциско. Въпреки че апокрифната история твърди, че кулата е проектирана да наподобява накрайник за пожарен маркуч заради афинитета на Койт към пожарникарите от Сан Франциско, приликата е случайна.